# 크리스티안 토마시우스
크리스티안 토마시우스(Christian Thomasius, 1655년 1월 1일 ~ 1728년 9월 23일)는 독일의 법학자이자 철학자이다.
그는 라이프치히에서 태어났고 당시 라이프치히 대학교의 주니어 강사(나중에 학장 겸 총장, 라이프치히 Thomasschule zu Leipzig 의 교장)인 아버지 야콥 토마시우스(Jakob Thomasius, 1622-1684)에게 교육을 받았다. 그의 아버지의 강의를 통해 크리스티안은 휴고 그로티우스와 사무엘 푸펜도르프의 정치철학의 영향을 받아 1675년 프랑크푸르트 대학(오데르) 에서 법학을 계속 공부하여 1679년에 박사 학위를 마쳤다. 1680년에 안나 크리스틴 헤일랜드(Anna Christine Heyland)와 결혼하여 라이프치히에서 법률 업무를 시작했다. 다음 해에 그는 대학의 로스쿨에서도 가르치기 시작했다. 1684년에 그는 자연법 교수가 되었고, 곧 그의 능력, 특히 신학과 법학에서 전통적인 편견에 대한 공격으로 주목을 받았다. 1685년에 그는 도발적인 논문 De crimine bigamiae (중혼의 범죄)를 출판했는데, 여기서 그는 중혼이 자연법에 따라 허용된다고 주장했다.

1687년 그는 라틴어 대신 독일어로 강의하는 과감한 혁신을 이루었고 일상 생활뿐만 아니라 학문에서 프랑스어의 모국어 사용을 언급하면서 "프랑스 생활 방식과 어떻게 경쟁해야 하는가"라는 주제로 강의했다. 또한; 학자 Klaus Luig에 따르면, 이 사건은 독일 계몽주의의 진정한 시작을 표시한다.  이듬해 그는 월간 간행물을 발행하기 시작했으며, 여기에서 그는 학식 있는 자의 현학적 약점을 조롱하고 자신의 편을 들었다. 그는 또한 자연 이성을 강조한 자연법에 관한 책과 루터교 신자와 칼뱅교회원 간의 결혼을 옹호하는 논문을 출판했다.
이러한 견해와 다른 견해의 결과로 1690년 5월 10일 그는 강단에서 규탄되고 강의와 저술이 금지되었으며 체포하라는 명령이 내려졌다. 그는 베를린으로 가서 탈출했고, 선제후 프리드리히 3세는 그에게 500 탈러의 급여와 강의 허가를 받고 할레로 피난처를 제공했다. 그는 할레 대학교 (1694)의 설립을 도왔고, 그곳에서 그는 제2대 및 제1대 법학 교수이자(1710년) 대학교 총장이 되었다. 그는 당대에 가장 존경받는 대학 교사이자 영향력 있는 작가 중 한 사람이었고  1709년 추밀원 의원으로 임명되었다.
토마시우스는 철학뿐만 아니라 법, 문학, 사회 생활 및 신학 분야에서 위대한 개혁을 위한 길을 마련했다. 합리적이고 상식적인 관점을 도입하고 신성 및 인간 과학을 일상 세계에 적용하는 것이 그의 사명이었다. 그리하여 그는 독일 문학, 철학, 법학의 시대를 열었고, 스피틀러와 함께 근대 교회사 시대를 열었다. 그의 삶의 목적 중 하나는 신학의 통제로부터 정치와 법학을 해방시키는 것이었다. 그는 종교 문제  에 대한 사상과 언론의 자유를 위해 용감하고 일관되게 싸웠고 학계와 공론장 사이를 중재했다. 이와 관련하여 그는 그의 제자 가브리엘 바그너 (Gabriel Wagner)와 많은 공통점을 공유했는데, 그는 이후에 토마시우스의 종교적 형이상학적 신념에 반대했다. 법에서 그는 자연법의 자신의 원칙과 모순되는 로마법의 규칙이 실제로 받아 들여지지 않았으므로 무효임을 증명하려고했다. 그는 또한 게르만 기반 위에 세워진 관습법을 보여줌으로써 자신의 원칙을 정당화하려고 했다. 이런 식으로 그는 로마법과는 별개로 사법학을 창시하는 데 기여했다.
그는 종종 독일 작품에서 "영토 체계" 또는 에라스티안 교회 통치 이론의 저자로 언급된다. 그러나 그는 국가는 법적 의무나 공적 의무에만 간섭할 수 있으며 도덕적 또는 사적 의무에는 간섭할 수 없다고 가르쳤다. 무신론자들은 추방당하더라도 처벌을 받지 않았을 것이며, 마녀 기소와 고문 사용에 대해 열렬한 반대자로 나섰다. 신학에서 그는 자연주의자나 이신론자가 아니라 구원을 위해 계시된 종교의 필요성을 믿는 신자였다.
1728년 할레에서 사망하였다.